# Kazimierz Józef Buczyński
Kazimierz Józef Buczyński (ur. w 1837 – zm. w 1926 w Lublinie) –  podporucznik w powstaniu styczniowym.
Brał udział w bitwach pod Zyżynem i Batorzem, gdzie został ranny. Pochowany na cmentarzu wojskowym przy ul. Lipowej w Lublinie.